# سیاره شگفت‌انگیز
سیاره شگفت‌انگیز (فرانسوی: La Planète sauvage‎) یک پویانمایی در سبک علمی–تخیلی به کارگردانی رنه لالوکس است که در سال ۱۹۷۳ منتشر شد. از بازیگران آن می‌توان به دیک الیوت اشاره کرد. این فیلم در بیست و ششمین جشنواره فیلم کن برنده جایزه بزرگ شده‌است.